# Mikhail Vartolemei
Mikhail Vartolemei är en rumänsk kanotist.
Han tog bland annat VM-guld i C-4 500 meter i samband med sprintvärldsmästerskapen i kanotsport 2011 i Szeged.